# Georg Ringström (arkitekt)

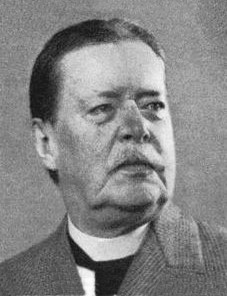
Georg Ringström cirka 1940.

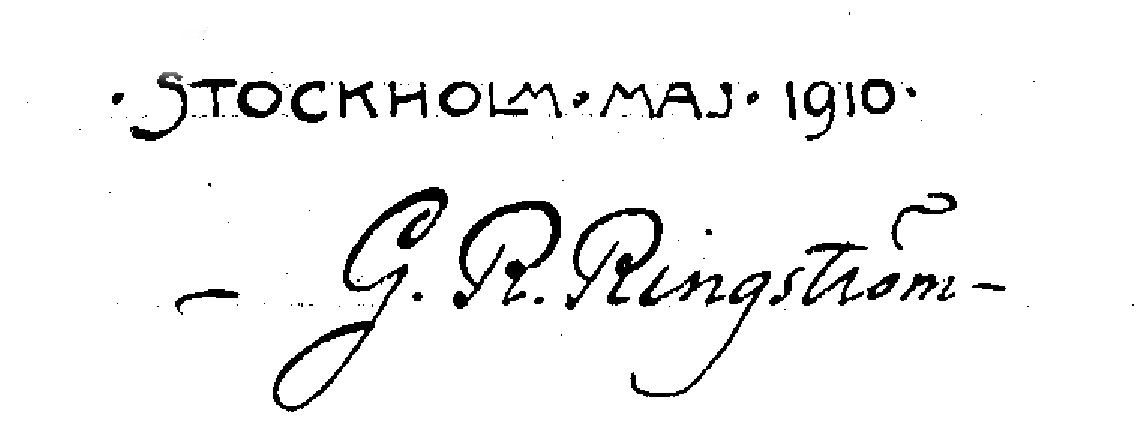
Ringströms namnteckning.

Georg Robert Ringström, född 25 juli 1862 i Filipstad, död där 26 april 1945, var en svensk arkitekt och akvarellmålare.

## Biografi
Georg Ringström  var son till apotekaren Robert Wilhelm Ringström och Lovisa Matilda Fagerlin. Han avlade studentexamen vid Karlstads högre allmänna läroverk 1881, studerade arkitektur vid Kungliga Tekniska högskolan 1882–1886 och vid Konstakademien 1886–1888 samt därefter under flera resor till utlandet, bland annat till Tyskland, Frankrike, Italien och Spanien. 1900 anställdes han vid Stockholms stads byggnadskontor och var där föreståndare för arkitekturavdelningens ritbyrå.
Ringström utförde 1891–1895 inrednings- och dekorationsarbeten i nya operahuset samt utarbetade 1891 och 1894–1895 jämte Gustaf Wickman och Ferdinand Boberg flera förslagsritningar till riksdags- och riksbankshus på Riddar-, Skepps- och Helgeandsholmarna – förslag, som stannade på papperet.
Ett annat beaktansvärt försök att lösa en av de stora byggnadsfrågorna i huvudstaden var Ringströms förslag att förlägga rådhus och kommunalhus till Hötorget och i samband därmed utföra en välbehövlig reglering av stadsplanen i denna trakt. Förslaget framlades 1902 och i modifierad form (endast kommunalhuset förlagt till denna plats) 1908. Förslagen vann emellertid ej stadsfullmäktiges bifall (se broschyren "I kommunalhusfrågan. Hötorgsförslaget, historik och redogörelse", 1907, samt K. Lindhagens uppsats "Stockholms rådhusfråga" i "Ord och bild", 1903). Från och med 1913 drev han egen arkitektverksamhet.

## Verk i urval

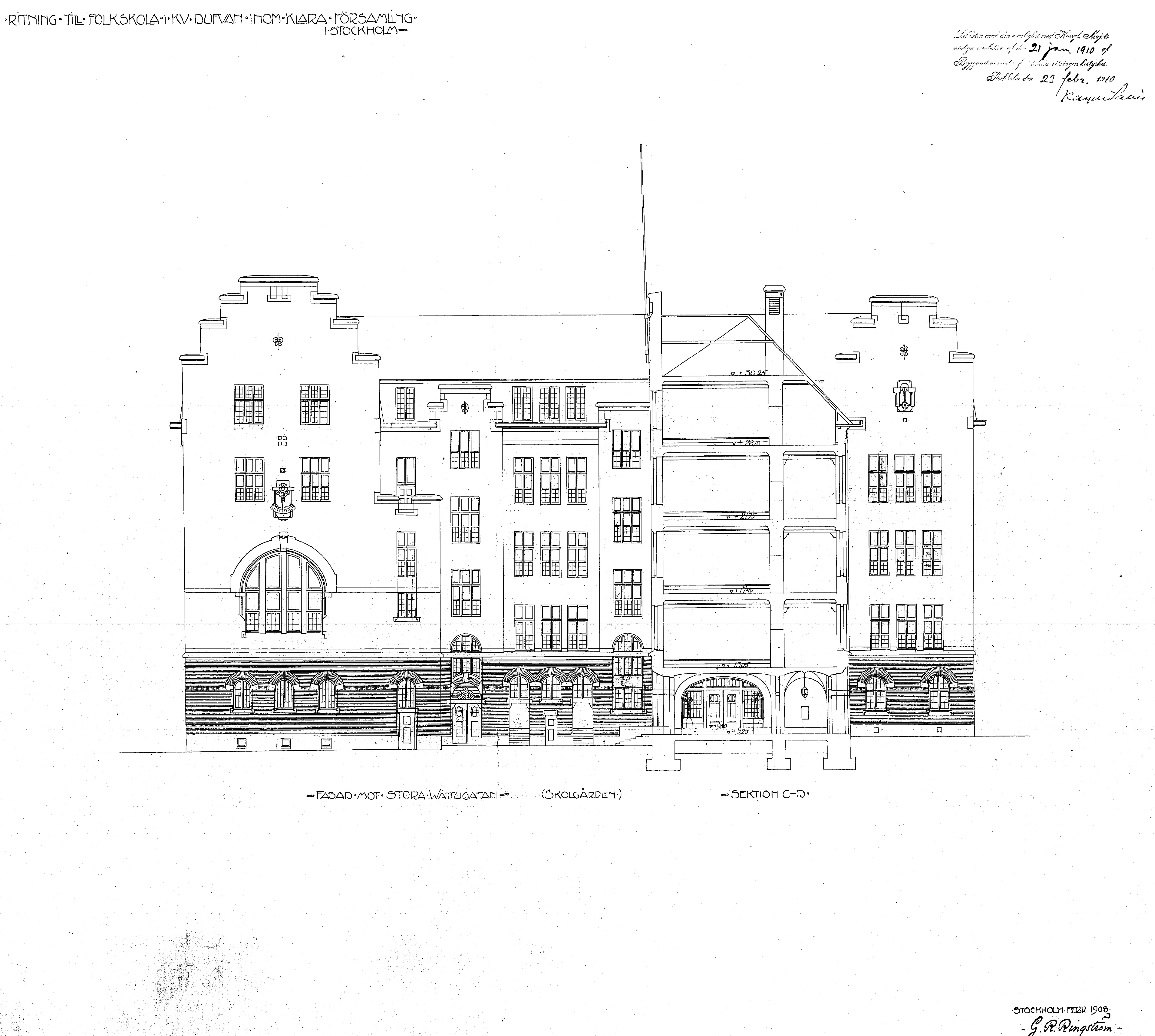
Ringströms fasad och sektionsritning till Klara folkskola.

- Klara folkskola i kvarteret Duvan, Stockholm (1906–1912)
- Klara församlingshus i Stockholm, 1907–1910
- Föreningen för sinnesslöa barns vård, skolhem och seminarium vid Slagsta i Botkyrka kommun, färdig 1911
- planerna till Kungsholms läroverk (fasad troligtvis Axel Anderberg)[1]
- Navigationsskolan, Stockholm
- Kommunalhuset vid Värtan i Stockholm
- Iduns tryckeri i Stockholm
- Gamla sparbankshuset i Filipstad
- Societetshusen på Loka brunn, 1913
- stationshus, administrationsbyggnad i Hagfors för Nordmark-Klarälvens Järnvägar
- Maria brand- och polisstation (husdel 2, 1905) i Stockholm.

Georg Ringström gjorde sig också känd som akvarellmålare och var medlem i Konstnärsklubben i Stockholm.

## Bilder av några verk

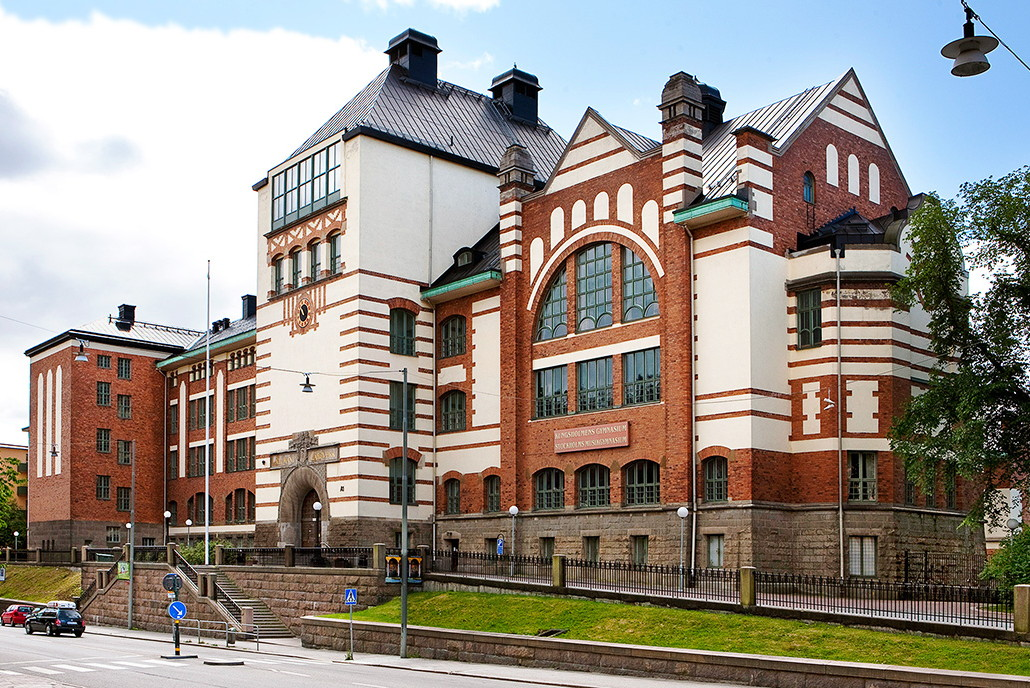
Kungsholmens läroverk i Stockholm
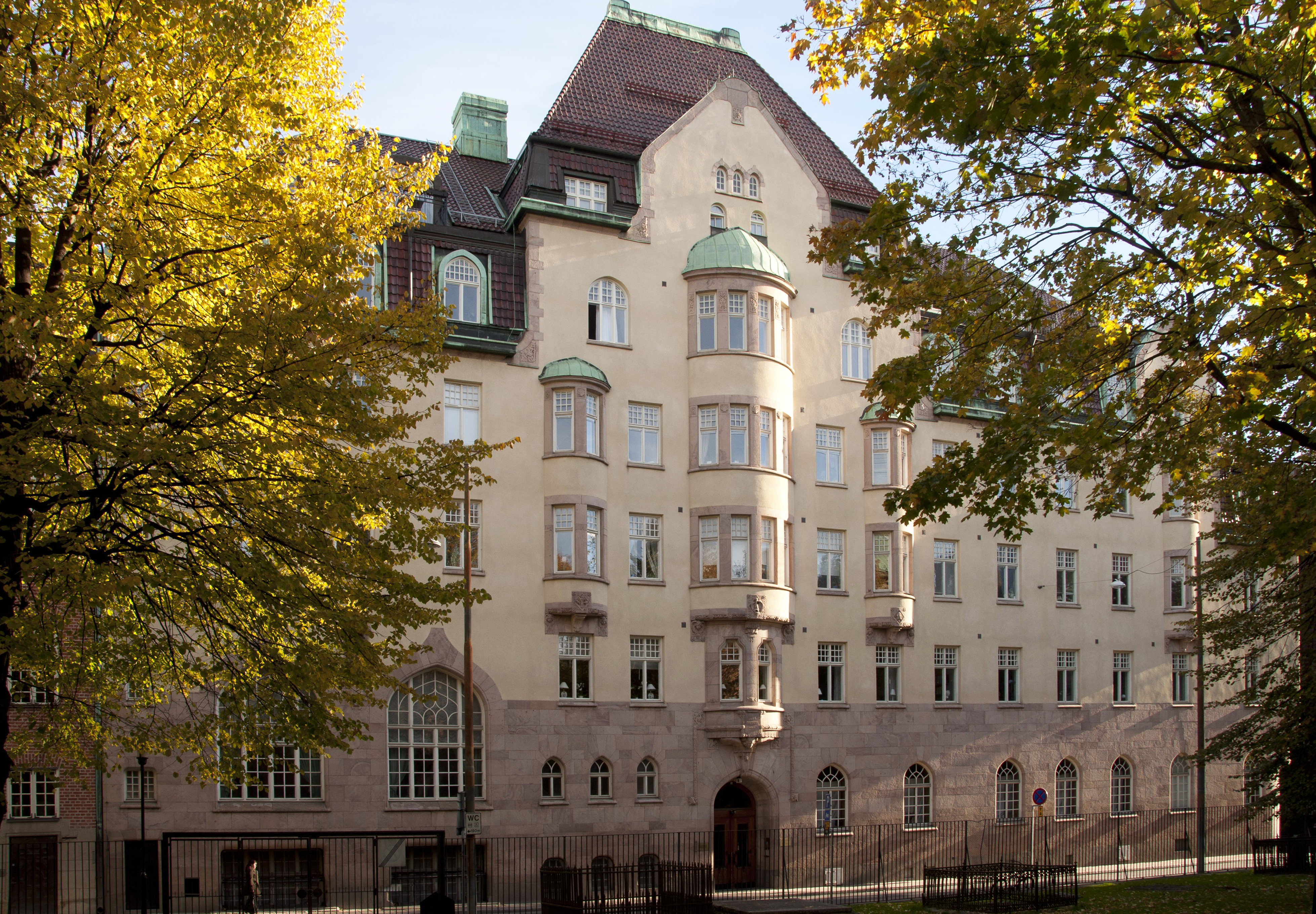
Klara församlingshus i Stockholm
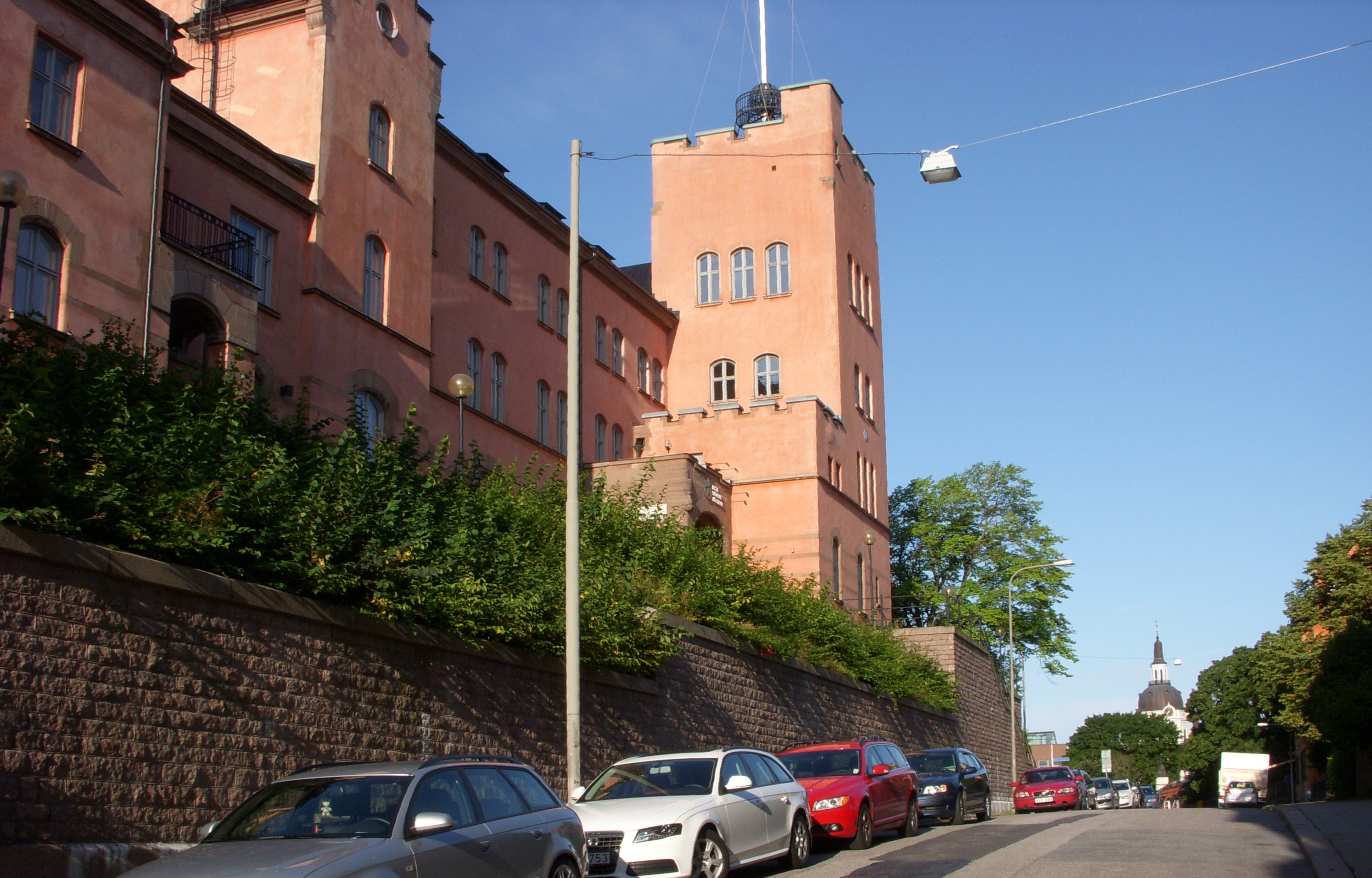
Navigationsskolan i Stockholm
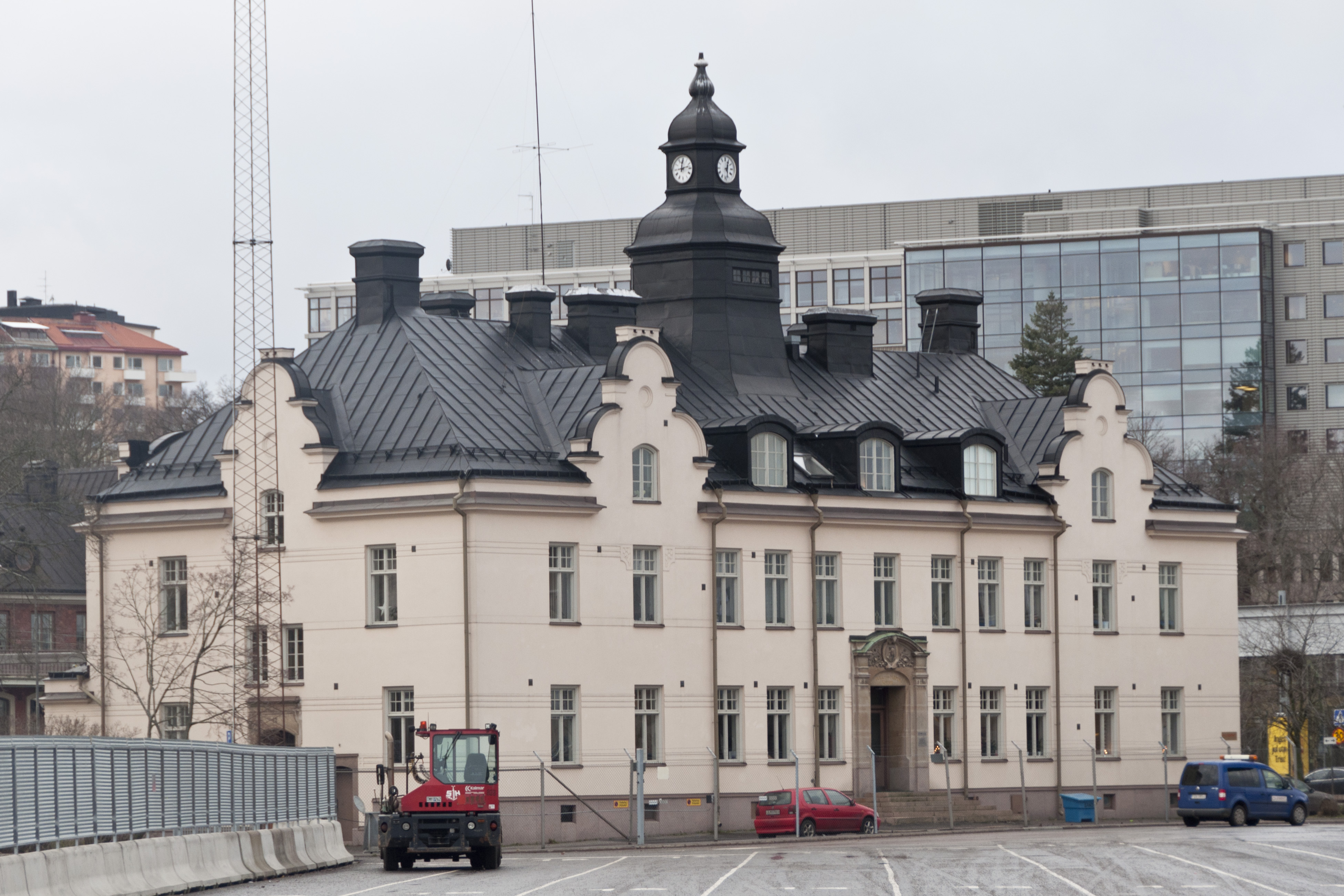
Kommunalhuset vid Värtan i Stockholm
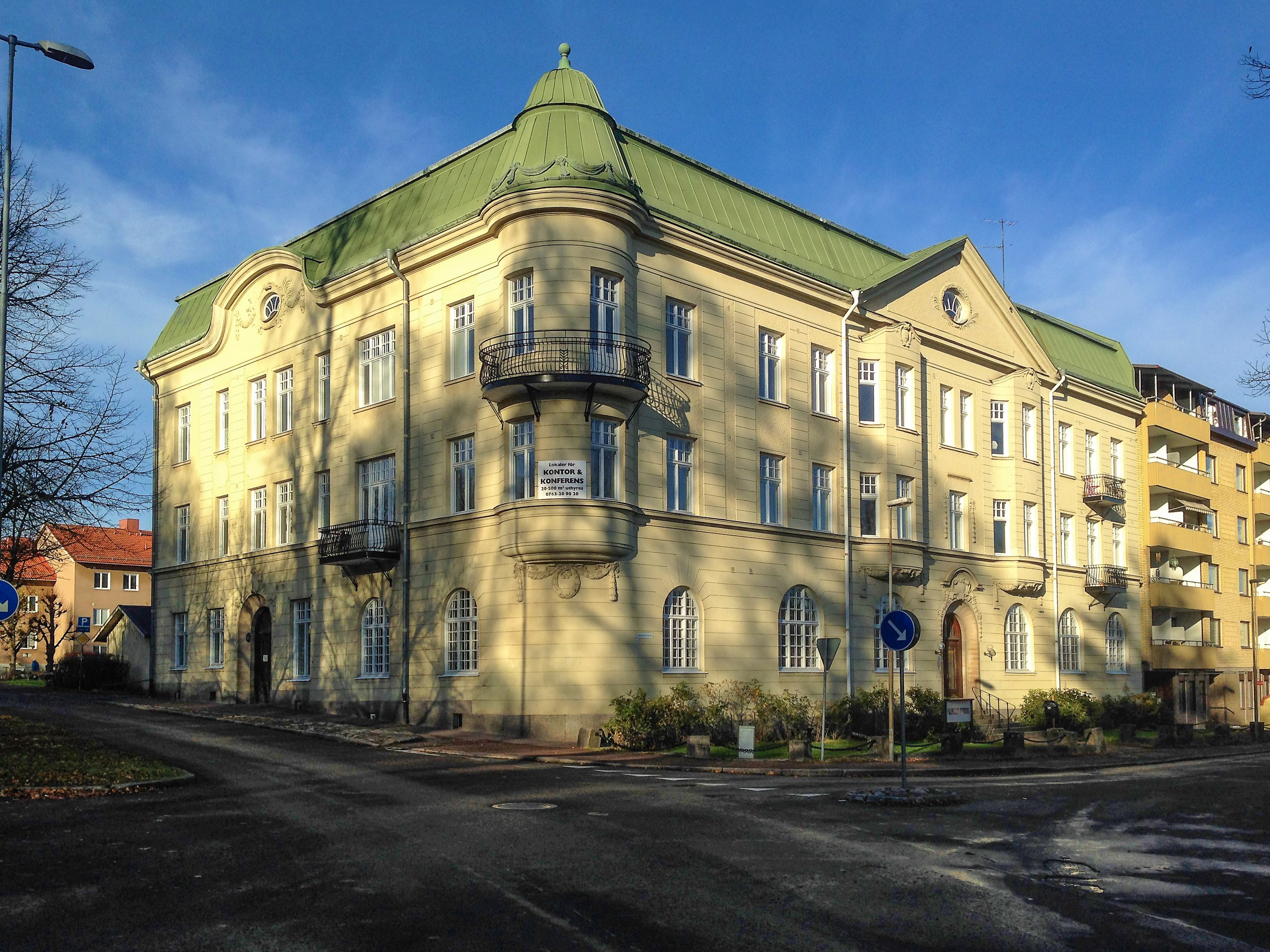
Gamla Sparbankshuset i Filipstad